# Jason Dufner
Jason Christopher Dufner (* 24. März 1977 in North Olmsted, Ohio) ist ein US-amerikanischer Profigolfer der PGA TOUR.
Von 2001 bis 2003 und von 2005 bis 2006 spielte Dufner auf der zweitgereihten Nationwide Tour, dazwischen konnte er sich 2004 für die PGA TOUR qualifizieren.
Seit 2007 kann er sich durchgehend auf der führenden Turnierserie behaupten. Bei der PGA Championship 2011 unterlag er erst im Stechen und erreichte erstmals die Top 50 der Golfweltrangliste. Im April 2012 gewann er sein erstes Turnier auf der PGA Tour, die Zurich Classic of New Orleans und vier Wochen später gelang Dufner der nächste Erfolg bei der HP Byron Nelson Championship.
Den mit Abstand größten Erfolg seiner Karriere erreichte er mit dem Sieg bei der PGA Championship 2013. Hierbei konnte er in der zweiten Runde mit 63 Schlägen einen neuen Platz- und Turnierrekord aufstellen sowie den Major-Rundenrekord einstellen. In der Weltrangliste stieß Dufner mit Platz 8 erstmals in die Top Ten vor, konnte diese Position aber in den Folgejahren nicht halten.

## Turniersiege

### Major-Championship-Siege (1)
- 2013: PGA Championship

### PGA-Tour-Siege (4)
- 2012: Zurich Classic of New Orleans, HP Byron Nelson Championship
- 2016: CareerBuilder Challenge
- 2017: Memorial Tournament

### Nationwide-Tour-Siege (2)
- 2001: BUY.COM Wichita Open
- 2006: LaSalle Bank Open

### Weitere Turniersiege (2)
- 2015: Franklin Templeton Shootout (mit Brandt Snedeker)

## Resultate bei Major Championships
| Tournament            | 2001 | 2002 | 2003 | 2004 | 2005 | 2006 | 2007 | 2008 | 2009 |
| --------------------- | ---- | ---- | ---- | ---- | ---- | ---- | ---- | ---- | ---- |
| The Masters           | DNP  | DNP  | DNP  | DNP  | DNP  | DNP  | DNP  | DNP  | DNP  |
| US Open               | CUT  | DNP  | DNP  | DNP  | DNP  | T40  | 62   | DNP  | DNP  |
| The Open Championship | DNP  | DNP  | DNP  | DNP  | DNP  | DNP  | DNP  | DNP  | DNP  |
| PGA Championship      | DNP  | DNP  | DNP  | DNP  | DNP  | DNP  | DNP  | DNP  | CUT  |

| Tournament            | 2010 | 2011 | 2012 | 2013 | 2014 | 2015 | 2016 | 2017 | 2018 |
| --------------------- | ---- | ---- | ---- | ---- | ---- | ---- | ---- | ---- | ---- |
| The Masters           | T30  | DNP  | T24  | T20  | CUT  | T49  | CUT  | T33  | CUT  |
| US Open               | T30  | CUT  | T4   | T4   | CUT  | T18  | 8    | CUT  | T25  |
| The Open Championship | CUT  | CUT  | T31  | T26  | T51  | T58  | T22  | T14  | T51  |
| PGA Championship      | T5   | 2    | T27  | 1    | WD   | T68  | T60  | T58  | CUT  |

| Turnier               | 2019 | 2020 | 2021 | 2022 | 2023 | 2024 | 2025 |
| --------------------- | ---- | ---- | ---- | ---- | ---- | ---- | ---- |
| The Masters           | DNP  | DNP  | DNP  | DNP  | DNP  | DNP  | DNP  |
| PGA Championship      | CUT  | CUT  | CUT  | CUT  | DNP  | CUT  | CUT  |
| US Open               | T35  | DNP  | DNP  | DNP  | DNP  | DNP  |      |
| The Open Championship | DNP  | KT   | DNP  | DNP  | DNP  | DNP  |      |

LA= Bester Amateur

DNP = nicht teilgenommen

CUT = Cut nicht geschafft

„T“ geteilte Platzierung

KT = Kein Turnier (Ausfall wegen Covid-19)

Grüner Hintergrund für Sieg

Gelber Hintergrund für Top 10.

## Teilnahme an Mannschaftswettbewerben
- Ryder Cup: 2012
- Presidents Cup: 2013 (Sieger)

## Trivia
Dufner ist für seine auffällige Pre-Shot-Routine bekannt, dem „Dufner-Waggle“. Dabei „wedelt“ er, bereits am Ball stehend, mehrmals mit dem Schläger aus den Handgelenken über und hinter dem Ball, bevor er den Schlägerkopf kurz aufsetzt und dann sehr zügig den Schlag ausführt.
Berühmt geworden ist das „Dufnering“, das auf ein Foto zurückgeht, das von Dufner während eines Sponsorentermins in einer Grundschule gemacht wurde. Dabei sitzt er neben einigen Kindern auf dem Boden, an eine Wand gelehnt, die Beine ausgestreckt und die Hände unter die Oberschenkel geschoben, das Ganze kombiniert mit einem nicht sehr interessierten Gesichtsausdruck. Dieses Bild animierte viele andere Golfer, diese Position nachzuahmen und so entstandene Fotos zu veröffentlichen.